# Gogolin
Gogolinⓘ é um município no sudoeste da Polônia, localizado na voivodia de Opole, no condado de Krapkowice e é a sede da comuna urbano-rural de Gogolin.
Está historicamente localizado na Alta Silésia, na região de Strzelce, no planalto da Silésia.
Nos anos de 1975 a 1998, o município pertencia administrativamente à antiga voivodia de Opole.
Estende-se por uma área de 20,4 km², com 6 412 habitantes, segundo o censo de 31 de dezembro de 2024, com uma densidade populacional de 315 hab./km².

## Toponímia
A origem do nome Gogolin é incerta. De acordo com uma das hipóteses, é derivado do nome pessoal de Gogoł. Conforme o segundo, vem de patos chamados gogołami que viveram nos lagos circundantes, ou das chamadas frutas verdes. Segundo a tradição local, o nome da aldeia vem do nome polonês de uma planta pertencente à família das Rosaceae — Głóg (espinheiro-branco — Crataegus L.), assim como da vizinha cidade de Głogówek.
Na lista alfabética de cidades da Província da Silésia, publicada em Breslávia em 1830 por Johann Knie, elas foram mencionadas como Gogollin e Gogolin.

## Geografia

### Localização

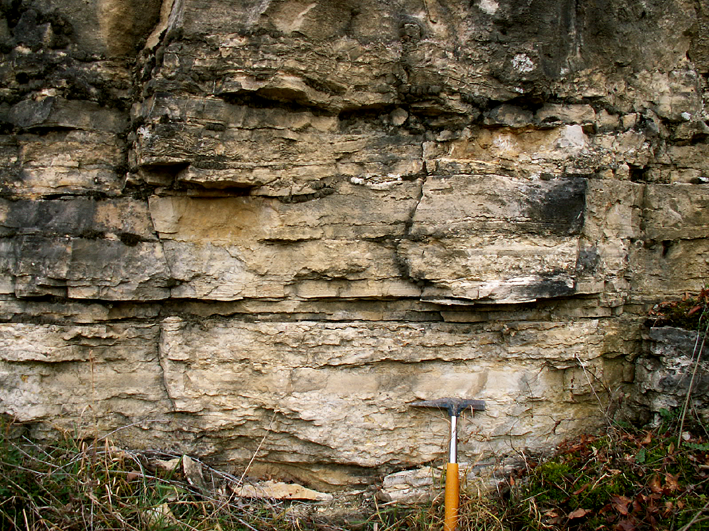
A parte inferior da Formação Gogolin

A cidade está localizada no sudoeste da Polônia, na voivodia de Opole, a cerca de 25 km da fronteira com a República Tcheca, na orla do planalto da Silésia, na fronteira da comuna de Gogolin com a comuna de Krapkowice. A parte central de Gogolin está localizada a 175 m acima do nível do mar. A colina mais alta perto da cidade é Zakrzowska Szpica (256 m). A cidade e seus arredores imediatos estão situados sobre calcários do Triássico (Formação Gogolin), que foram escavados em várias pedreiras parcialmente preservadas até hoje, embora não mais em uso, bem como no complexo de antigos fornos de cal. Segundo dados de 1 de janeiro de 2010, a área da cidade era de 20,4 km².

### Divisão administrativa
Consoante o Registro Oficial Nacional da Divisão Territorial do País, os distritos de Gogolin são:
- Bagno
- Cło
- Filownia
- Karłubiec
- Kocina
- Leopold
- Maszyny
- Podbór
- Strzebniów
- Wajchy
- Wygoda

### Clima
Segundo a classificação climática de Köppen-Geiger, o clima de Gogolin é “Cfb”. 9,7 °C é a temperatura média em Głuchołazy. A precipitação média anual é de 711 mm. A cobertura de neve ocorre de dezembro a abril. As estações termais variam consideravelmente, com predominância de ventos ocidentais.
| Dados climatológicos para Gogolin | Dados climatológicos para Gogolin | Dados climatológicos para Gogolin | Dados climatológicos para Gogolin | Dados climatológicos para Gogolin | Dados climatológicos para Gogolin | Dados climatológicos para Gogolin | Dados climatológicos para Gogolin | Dados climatológicos para Gogolin | Dados climatológicos para Gogolin | Dados climatológicos para Gogolin | Dados climatológicos para Gogolin | Dados climatológicos para Gogolin | Dados climatológicos para Gogolin |
| Mês                               | Jan                               | Fev                               | Mar                               | Abr                               | Mai                               | Jun                               | Jul                               | Ago                               | Set                               | Out                               | Nov                               | Dez                               | Ano                               |
| --------------------------------- | --------------------------------- | --------------------------------- | --------------------------------- | --------------------------------- | --------------------------------- | --------------------------------- | --------------------------------- | --------------------------------- | --------------------------------- | --------------------------------- | --------------------------------- | --------------------------------- | --------------------------------- |
| Temperatura máxima média (°C)     | 1,6                               | 3,3                               | 8,1                               | 14,4                              | 18,8                              | 22,1                              | 24,2                              | 24,1                              | 19,3                              | 13,8                              | 8,4                               | 3,3                               | 13,4                              |
| Temperatura média (°C)            | −1,0                              | 0,2                               | 4,0                               | 9,6                               | 14,4                              | 17,9                              | 19,9                              | 19,6                              | 15,0                              | 10,2                              | 5,6                               | 0,9                               | 9,7                               |
| Temperatura mínima média (°C)     | −3,6                              | −3,0                              | −0,1                              | 4,5                               | 9,4                               | 13,1                              | 15,2                              | 14,9                              | 10,9                              | 6,8                               | 3,1                               | −1,4                              | 5,8                               |
| Precipitação (mm)                 | 47                                | 41                                | 53                                | 49                                | 72                                | 77                                | 94                                | 62                                | 67                                | 50                                | 50                                | 49                                | 711                               |
| Dias com precipitação             | 9                                 | 8                                 | 9                                 | 8                                 | 9                                 | 8                                 | 9                                 | 8                                 | 8                                 | 7                                 | 8                                 | 9                                 | 100                               |
| Umidade relativa (%)              | 81                                | 79                                | 74                                | 67                                | 67                                | 66                                | 67                                | 66                                | 71                                | 77                                | 81                                | 81                                | 73,1                              |
| Fonte: 2023-06-17                 |                                   |                                   |                                   |                                   |                                   |                                   |                                   |                                   |                                   |                                   |                                   |                                   |                                   |

## História

### Pré-história
Os vestígios da permanência humana na área da atual cidade de Gogolin, confirmados por pesquisas arqueológicas, datam do período Neolítico. Fragmentos encontrados de cerâmica e machadinhas daquela época confirmaram isso. Numerosos itens da Idade do Bronze também foram encontrados, e um cemitério da Cultura lusaciana do século IX-VII a.C. foi descoberto em Strzebniów.

### Idade Média
A aldeia foi mencionada pela primeira vez num documento latino do bispo de Breslávia, Lourenço em 1223, onde foi citada como Gogolino. Gogolin estava situada ao longo da rota que liga Prudnik a Strzelce Opolskie, onde levava à rota de Breslávia a Cracóvia.
Na segunda metade do século XIII, Poltek de Szybowice, o então proprietário de Gogolin, doou a cidade ao mosteiro cisterciense em Jemielnica. Após a morte de Poltek por volta de 1299, seus filhos Jaksa e Teodorico recuperaram suas propriedades. Devido ao caráter agrícola da aldeia, foi escolhido o Santo Urbano como patrono do assentamento. A principal fonte de renda dos habitantes era o cultivo da terra. Em 1385, eles exigiram uma redução no dízimo. Em 1417, o primeiro aluno de Gogolin foi admitido na Universidade Jaguelônica — Dobeslau de Gogolina.

### Séculos XVI a XX

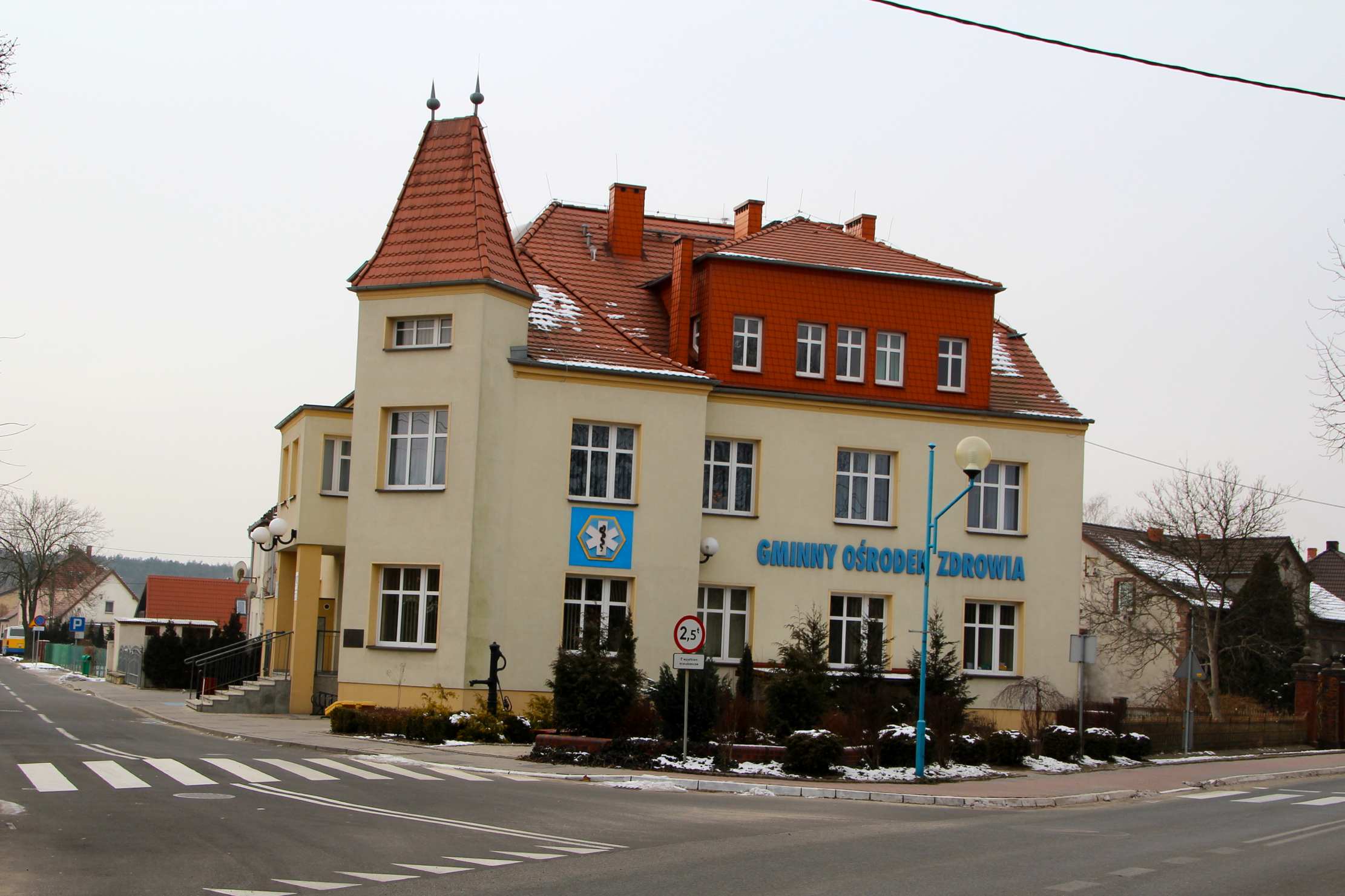
Centro de saúde municipal

De 1634 a 1852 Gogolin, com Strzebniów, pertenceu à família von Gaschin de Żyrowa. Em 1783 tinha 312 habitantes. O desenvolvimento econômico da vila começou no início do século XIX, quando as jazidas minerais de calcário locais foram exploradas em escala industrial e fornos de cal começaram a ser construídos. Em 1845 havia 46 deles, e em 1864, 29. Eles foram substituídos por fornos mais modernos.
O comissionamento da linha ferroviária Opole-Kędzierzyn em 1845 também contribuiu para o desenvolvimento da vila. Em 1895, a empresa Lenz & Co, governos locais, proprietários da fábrica de papel em Krapkowice e propriedades fundiárias fundaram a empresa Kolej Prudnicko-Gogolińska com sede em Prudnik, visando construir uma linha local secundária de bitola padrão de Prudnik para Gogolin. A linha foi colocada em operação em 1896.
Em 1899, um hospital foi construído em Gogolin pela Ordem das Irmãs da Caridade de São Carlos Borromeu. Nos anos de 1899 a 1901, foi construída a igreja do Sagrado Coração de Jesus. Era uma igreja filial pertencente à paróquia em Otmęt, e depois se tornou uma paróquia independente, incluindo Gogolin. Nos anos de 1908 a 1909, uma igreja evangélica de Augsburg foi construída.

### Período entre guerras

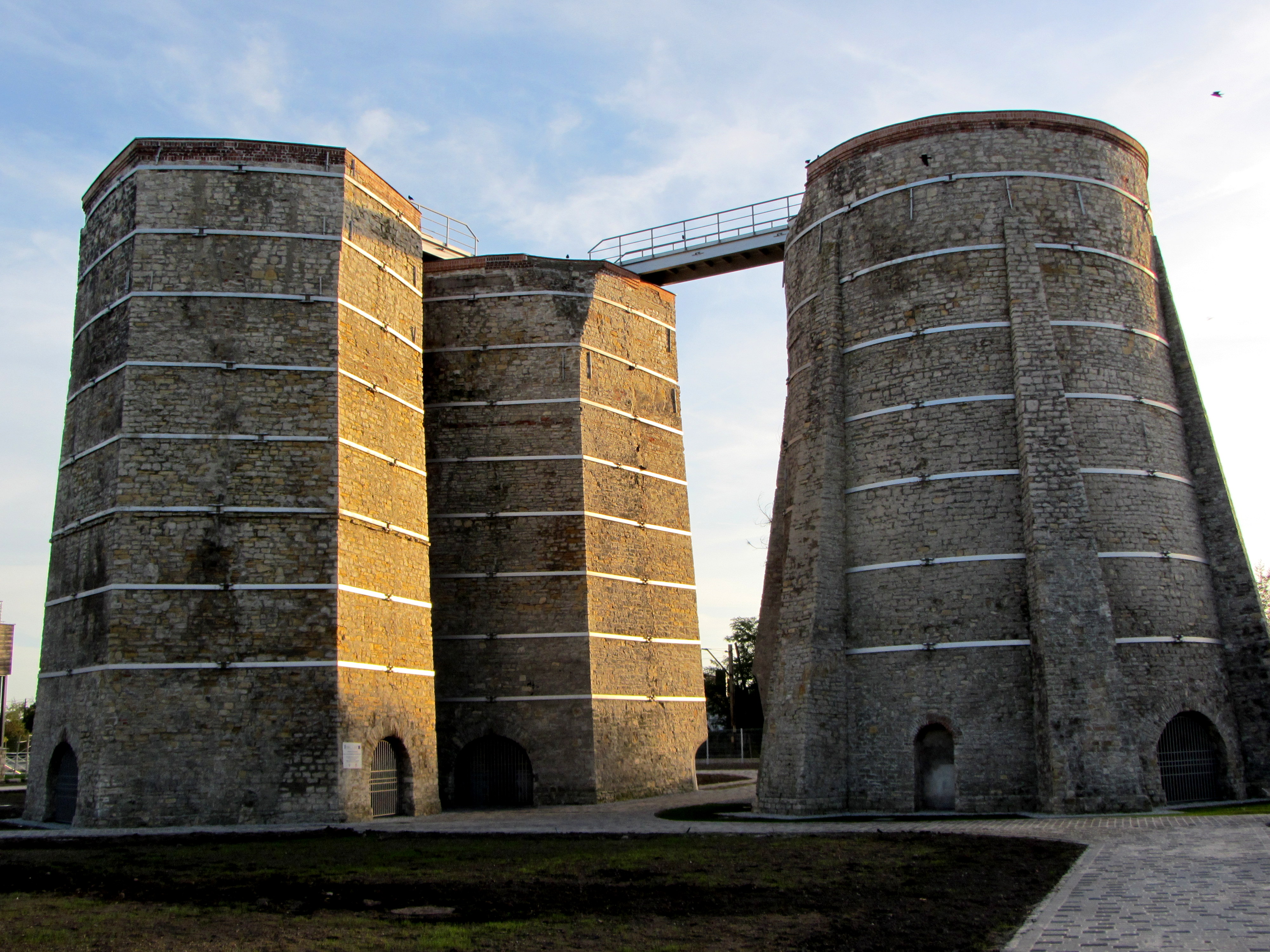
Fornos de cal

A partir de 1919, Gogolin pertencia à recém-criada província da Alta Silésia. A província foi liquidada em 1938 e restabelecida em 18 de janeiro de 1941.
Em 1910, 2 200 habitantes (incluindo Strzebniów) falavam polonês, 132 falavam polonês e alemão, enquanto 965 pessoas falavam apenas alemão. Nas eleições municipais de novembro de 1919, 636 votos foram dados a candidatos de listas polonesas, o que lhes permitiu ganhar 13 dos 18 assentos. Durante o plebiscito de 1921, a cidade tinha 2 271 habitantes (incluindo 560 emigrantes) com direito a voto. Novecentas e cinquenta e cinco pessoas votaram a favor da Polônia e 1262 da Alemanha. Em 1919, os habitantes fundaram uma filial da Sociedade de Ginástica “Sokół” aqui, bem como um ramo da Organização Militar Polonesa da Alta Silésia.
Durante a 3.ª Revolta da Silésia em 7 de maio de 1921, o grupo Bogdan, os insurgentes da área de Strzeleck, Toszeck, Kozielsk, Prudnick, iniciaram o ataque a Gogolin, no qual a estação ferroviária foi temporariamente tomada. Em 14 de maio, os insurgentes repeliram o ataque alemão. A ordem de 17 de maio ordenou que as tropas se retirassem da cidade. Em 21 de maio, na área de Gogolin, um grande ataque ocorreu contra os insurgentes no monte Santa Ana. O contra-ataque insurgente foi interrompido em 23 de maio perto de Dąbrówka. No final de maio de 1921, 19 moradores de Gogolin foram baleados por simpatias pró-polonesas. Após a divisão da Alta Silésia, como resultado do assédio e da repressão pós-revolta, cerca de 300 habitantes de Gogolin emigraram para a Polônia.
Em 1926, o município recebeu iluminação elétrica e, em 1930, foi concluída a construção da Prefeitura. Nos anos de 1934 a 1935, foram construídos dispositivos de abastecimento de água.

### Segunda Guerra Mundial
A partir do outono de 1940, um campo de trabalhos forçados funcionou em Gogolin como um dos dezesseis campos criados na Silésia de Opole ao longo da rodovia Breslávia-Katowice (Reichsautobahn, RAB 29), que estava em construção. Inicialmente, os trabalhadores forçados poloneses das terras incorporadas à Alemanha foram colocados no campo. A partir do outono de 1940, grupos de trabalhadores judeus dos guetos de Będzin, Sosnowiec e Czeladź começaram a ser colocados em massa em seu lugar. O campo foi chamado: Reichsautobahnlager, Judenlager ou Judenlager-Arbeitslager e, mais tarde, Zwangsarbeitslager (ZAL). O campo estava localizado nos arredores da vila, próximo ao que hoje é o prédio da escola secundária geral. Consistia em quatro barracões cercados por uma cerca alta de arame farpado. Os doentes, emaciados e incapazes de continuar trabalhando, eram enviados para os guetos de Będzin e Sosnowiec. As vítimas do campo eram enterradas em uma vala comum no cemitério judeu local. O campo foi liquidado em 1944 e os doentes incapacitados foram enviados para o campo de concentração e centro de extermínio de Auschwitz-Birkenau, enquanto os saudáveis foram transportados para o campo de trabalho Arbeitslager Blechhammer, em Sławięcice, um dos distritos de Kędzierzyn-Koźle.
Em janeiro de 1945, os correios de Gogolin foram transferidos pelas autoridades do Terceiro Reich para Prudnik. Durante um ataque aéreo a Gogolin, o prédio dos correios foi destruído. A captura de Gogolin em 23 de março de 1945 pelo Exército Vermelho do 4.º Exército Blindado de Guardas da Primeira Frente Ucraniana permitiu que a cidade fosse incorporada às fronteiras da República Popular da Polônia após a derrota do regime da Alemanha Nazista.

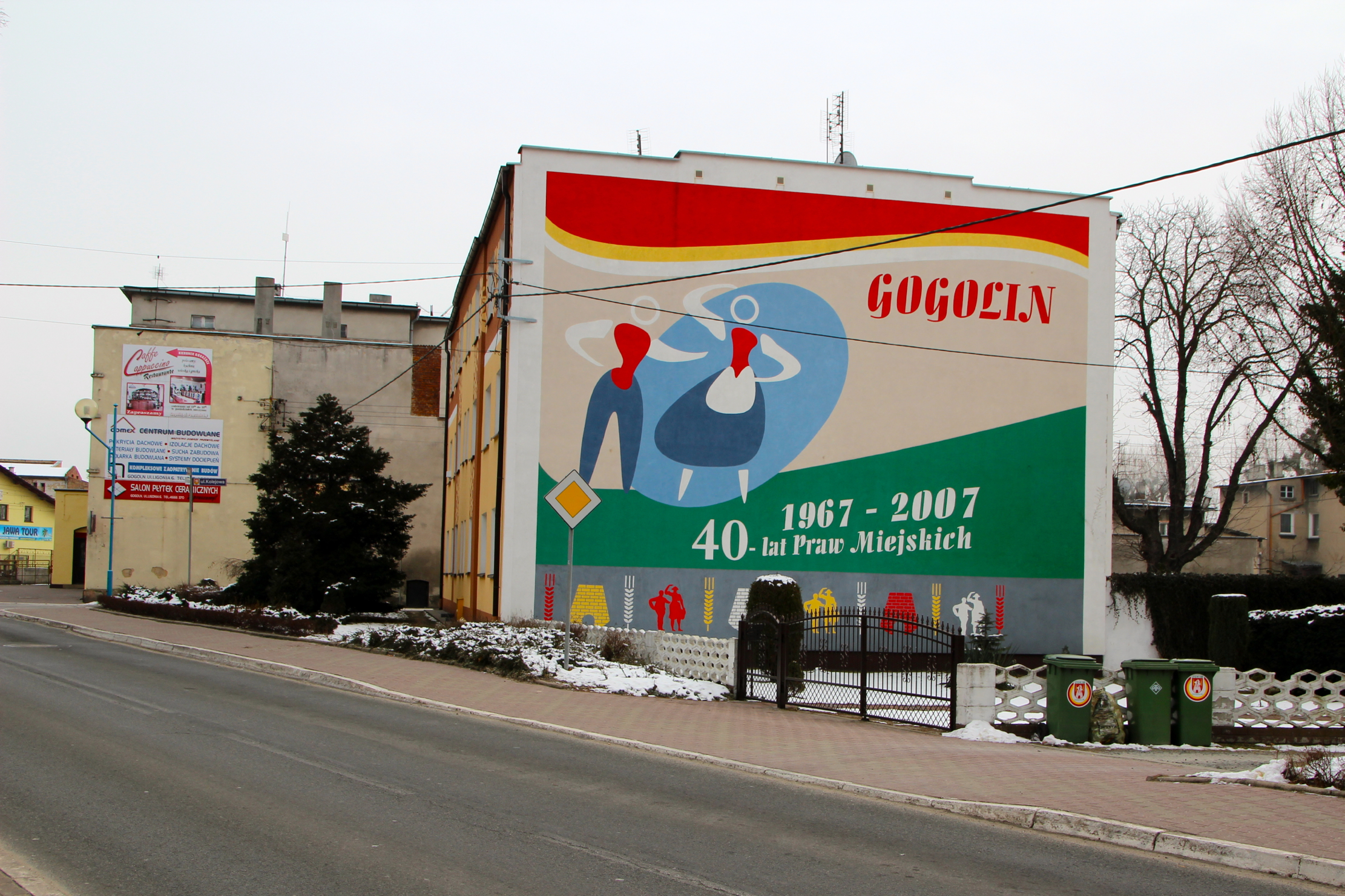
Uma pintura que comemora o 40.º aniversário da concessão dos direitos de cidade a Gogolin

### Tempos modernos
De 1 de dezembro de 1945 a 28 de setembro de 1954, Gogolin foi a sede da comuna de Gogolin I e Gogolin II. Em 15 de abril de 1945, a administração polonesa reativou a agência postal em Gogolin (transferida para Prudnik em janeiro). Em 1948, uma escola secundária geral foi inaugurada.
Desde 1950, Gogolin está localizada nas fronteiras da voivodia de Opole, e essas eram três unidades administrativas diferentes operando em 1950–1975, 1975–1998 e as modernas desde 1999.
Em 1 de janeiro de 1958, Gogolin recebeu os direitos de propriedade, e em 1 de janeiro de 1967, os direitos de cidade.
Desde 1987, Gogolin tem seu próprio brasão de armas.

## Demografia
Conforme os dados do Escritório Central de Estatística da Polônia (GUS) de 31 de dezembro de 2024, Gogolin é uma cidade pequena com uma população de 6 412 habitantes (18.º lugar na voivodia de Opole e 493.º na Polônia), tem uma área de 20,4 km² (12.º lugar na voivodia de Opole e 301.º lugar na Polônia) e uma densidade populacional de 315 hab./km² (24.º lugar na voivodia de Opole e 721.º lugar na Polônia). Nos anos 2002-2024, o número de habitantes aumentou 3,3%.
Os habitantes de Gogolin constituem cerca de 10,79% da população do condado de Krapkowice, constituindo 0,69% da população da voivodia de Opole.
| Descrição                         | Total      | Total    | Mulheres   | Mulheres | Homens     | Homens   |
| --------------------------------- | ---------- | -------- | ---------- | -------- | ---------- | -------- |
| unidade                           | habitantes | %        | habitantes | %        | habitantes | %        |
| população                         | 6 412      | 100      | 3 298      | 51,4     | 3 114      | 48,6     |
| superfície                        | 20,4 km²   | 20,4 km² | 20,4 km²   | 20,4 km² | 20,4 km²   | 20,4 km² |
| densidade populacional (hab./km²) | 315        | 315      | 161,9      | 161,9    | 153,1      | 153,1    |

## Monumentos históricos

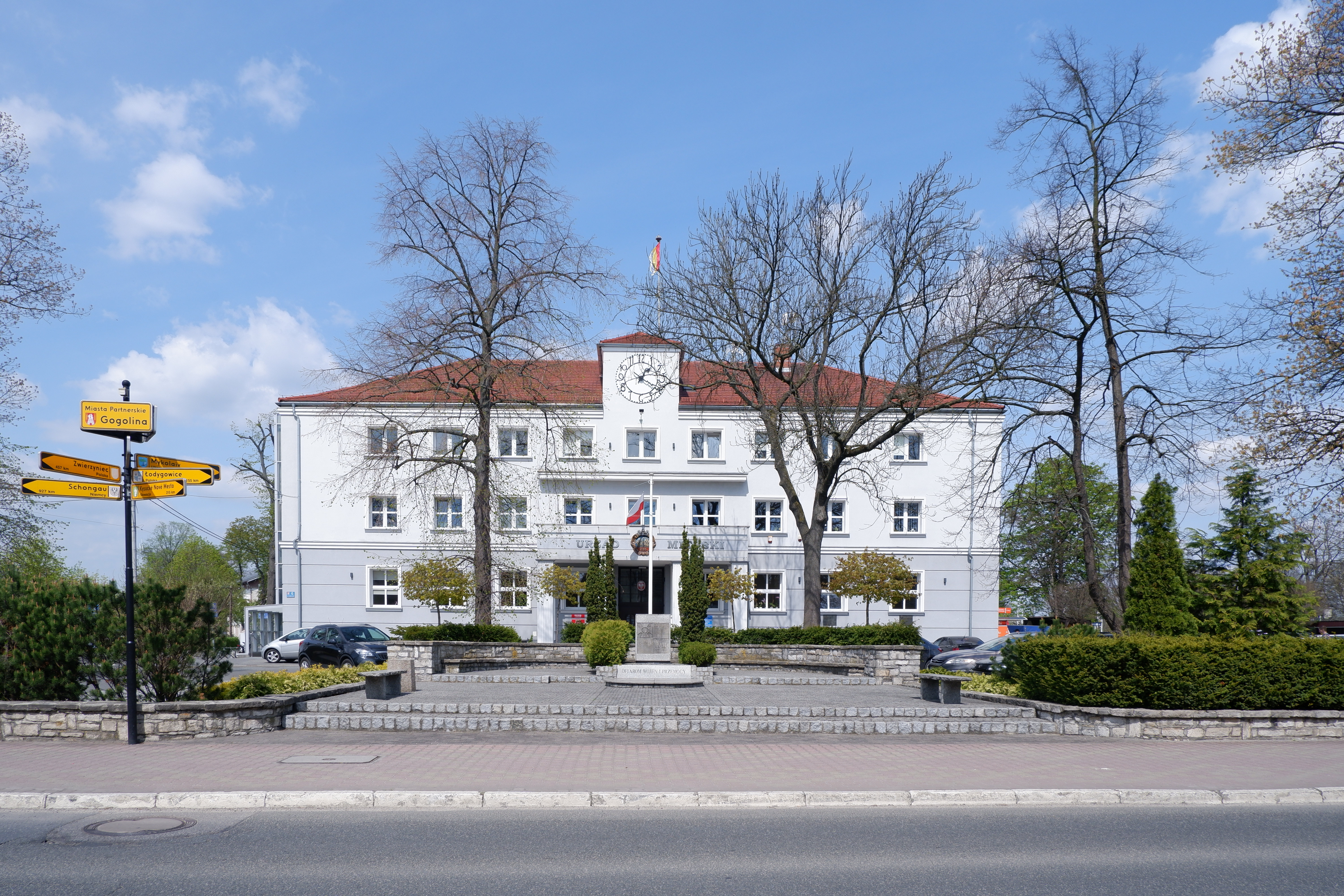
Prefeitura

Estão inscritos no registro provincial de monumentos:
- Cemitério judeu, rua Wyzwolenia, 1852 — século XIX
- Vala comum de insurgentes da Silésia no cemitério católico

Outros monumentos:
- Igreja Evangélica de Augsburg, de 1908–1909

## Transportes

### Transporte rodoviário

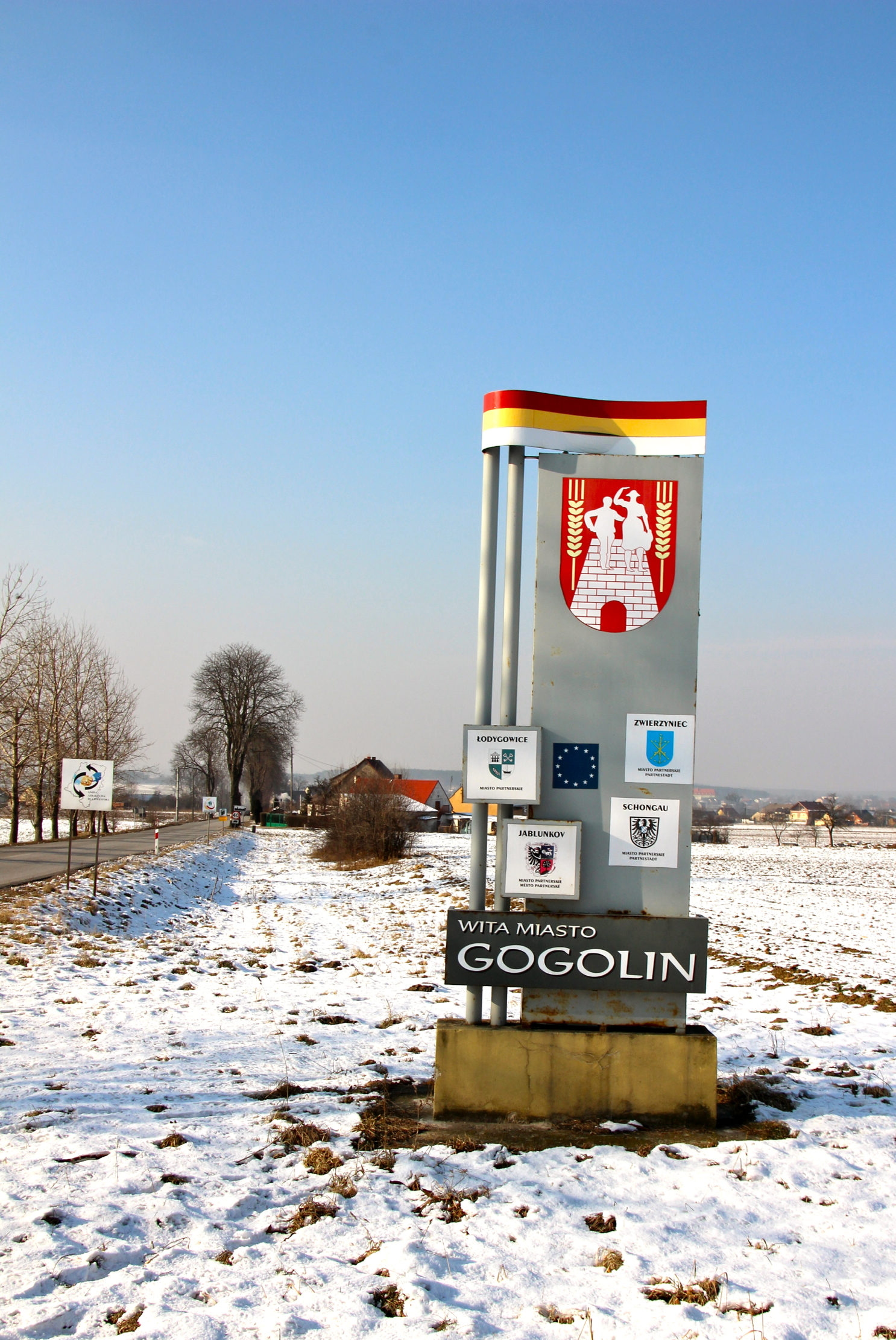
Placa de boas-vindas na entrada de Gogolin

Uma estrada nacional passa por Gogolin:
- Autoestrada A4/Estrada europeia E40: fronteira do país com a Alemanha  — fronteira do país com a Ucrânia

A rede é complementada por estradas da voivodia:
- Estrada da voivodia n.º 409: Dębina — Gogolin — Strzelce Opolskie
- Estrada da voivodia n.º 423: Opole — Gogolin — Zdzieszowice — Kędzierzyn-Koźle
- Estrada da voivodia n.º 424: Odrowąż — Gogolin

### Transporte ferroviário

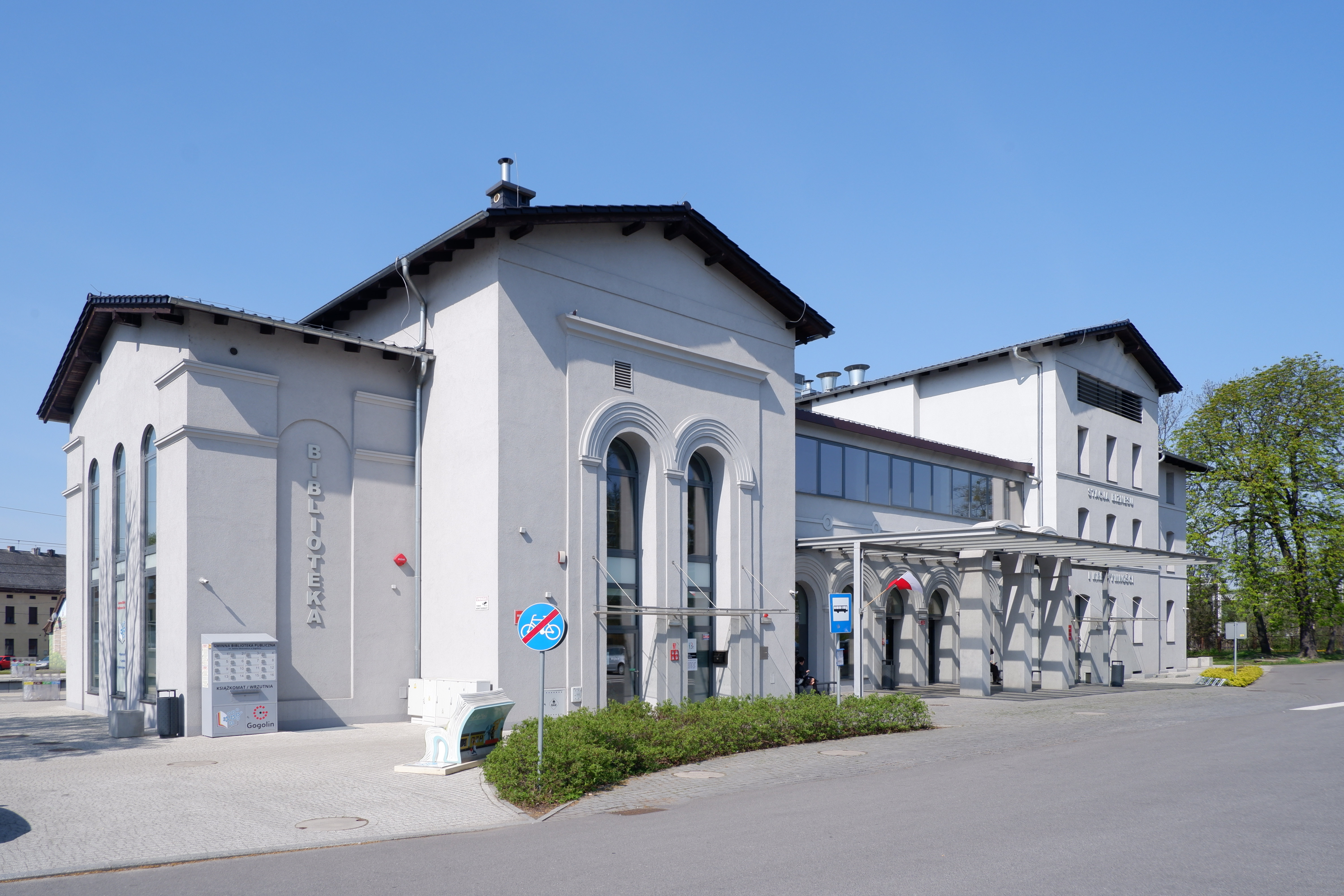
Estação ferroviária

Em 1895, a empresa Lenz & Co, governos locais, proprietários da fábrica de papel em Krapkowice e propriedades fundiárias fundaram a empresa ferroviária Prudnicko-Gogolińska com sede em Prudnik, cujo objetivo era construir uma linha local secundária de bitola padrão de Prudnik a Gogolin, nas estações finais tangentes às existentes na época com divisões estaduais. A primeira seção — de Prudnik a Biała — foi aberta ao tráfego de carga em 22 de outubro de 1896 e, em 4 de dezembro de 1896, toda a linha de Prudnik a Gogolin foi comissionada para tráfego de carga e de passageiros. Em 28 de novembro de 2005, devido ao estado de deterioração da via e furto de trilhos, a linha foi totalmente fechada e retirada da lista D29.
Em 3 de agosto de 2016, a linha férrea de Prudnik-Krapkowice prematuramente modernizada (em última instância para Gogolin) foi colocada em serviço. As viagens deviam ser usadas para fins militares (acesso ao Armazém Central de Material Explosivo perto de Krapkowice); duas execuções de controle foram planejadas a cada ano. Além disso, empresas privadas como a Metsä Tissue, que administra uma fábrica de papel em Krapkowice, poderão usar a ferrovia. A velocidade dos trens neste trecho será de 40 km/h. Não se espera que o tráfego de passageiros seja reativado.

## Cultura

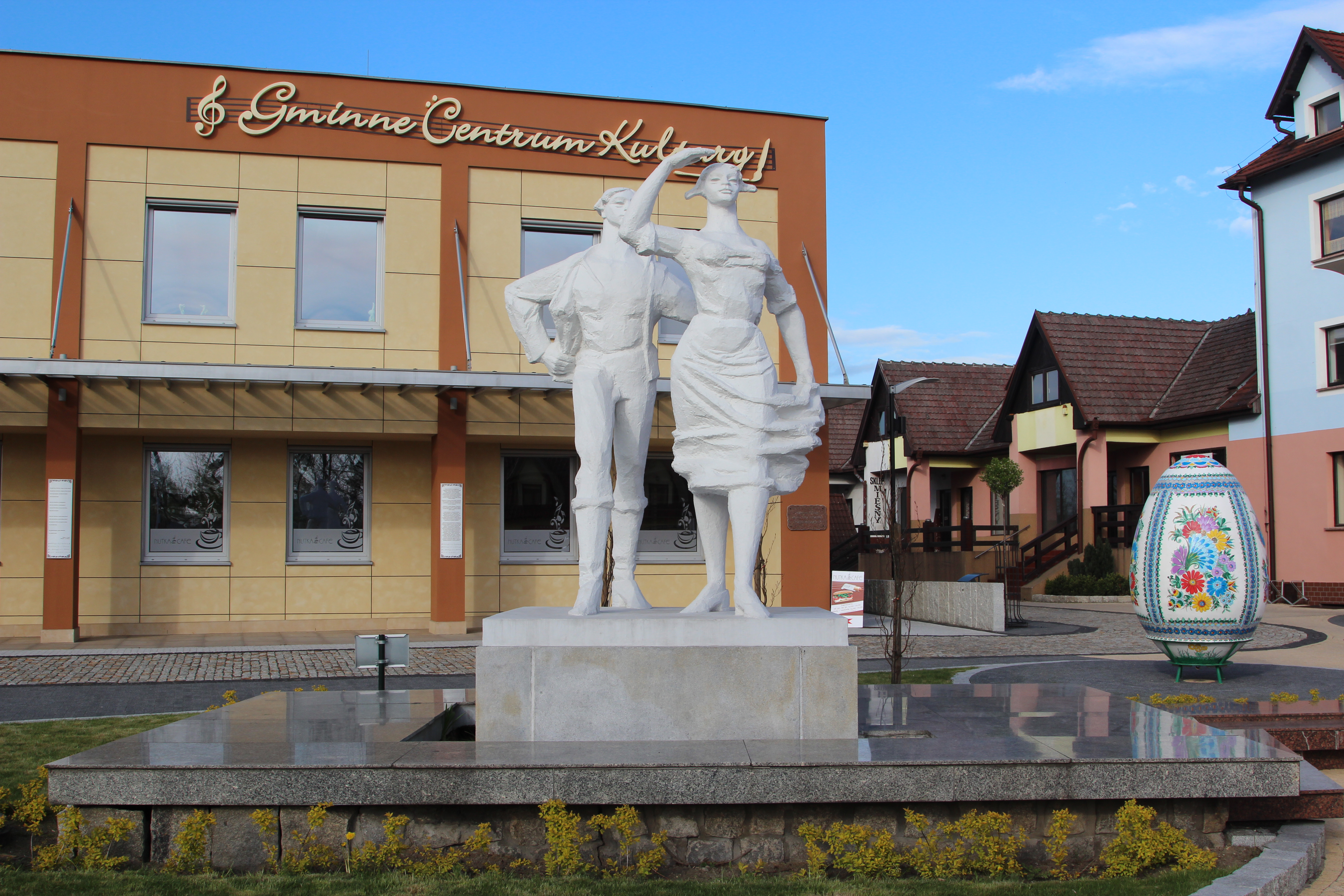
Monumento Karolinka e o Centro Cultural da Comuna

Gogolin é conhecida, entre outras coisas, pela canção folclórica da Silésia, “Karolinka foi para Gogolin”. É uma das músicas do repertório do grupo folclórico polonês “Śląsk”. O brasão da cidade também refere-se a essa música. Em 28 de maio de 1967, o monumento a Karolinka foi oficialmente inaugurado no centro da cidade.

## Mídia local

### Imprensa
- Tygodnik Krapkowicki — um jornal que opera no mercado local desde 30 de abril de 1998. Informa os habitantes sobre a vida social e política do condado de Krapkowice.

### Televisão
- TV Krapkowice

### Portais
- tygodnik-krapkowicki.pl[34]
- nowinykrapkowickie.pl[35]

## Religião

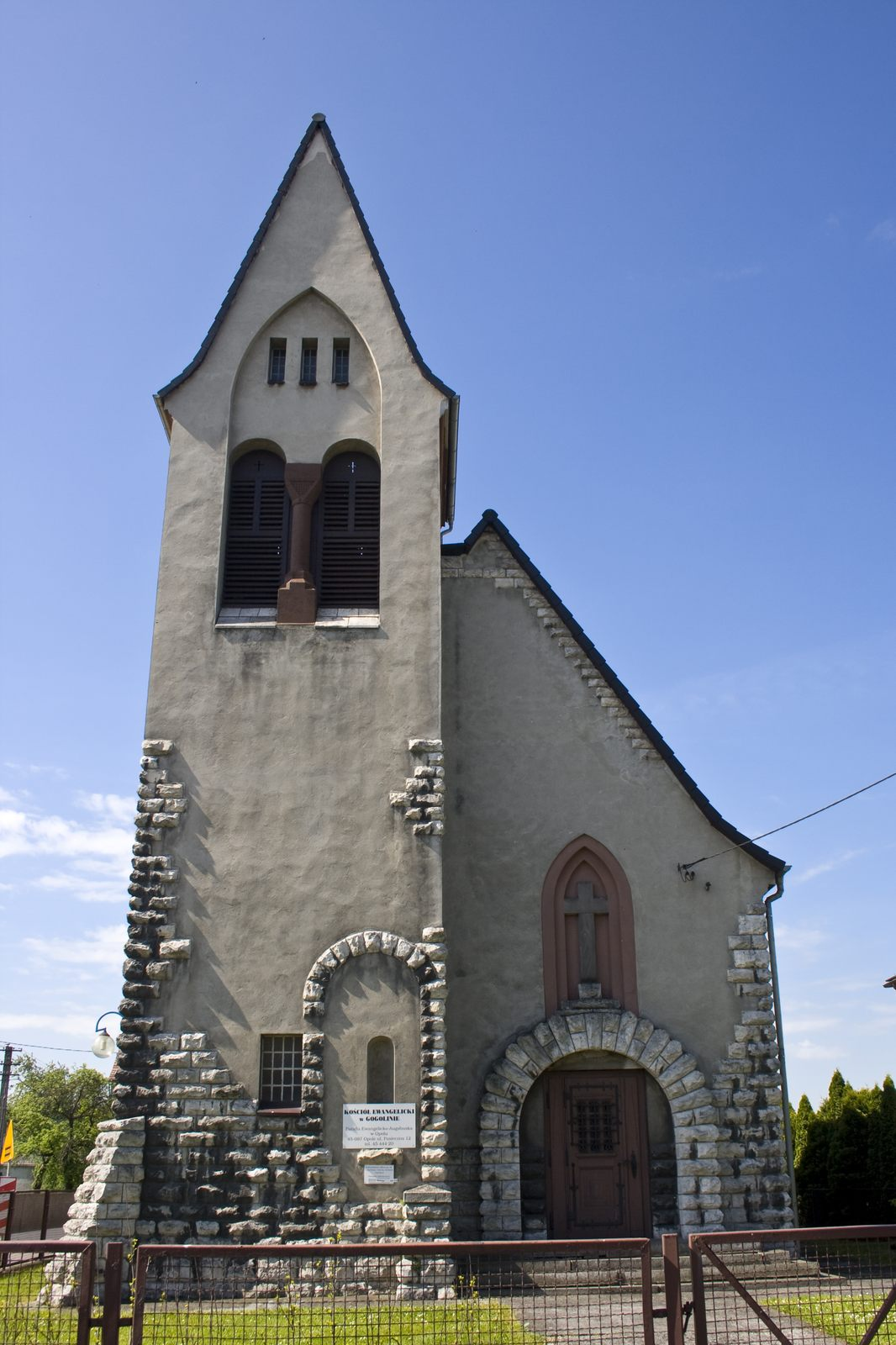
Igreja Evangélica-Augsburgo

O padroeiro católico da cidade é Santo Urbano I.

### Comunidades religiosas

#### Igreja Católica na Polônia
- Paróquia do Sagrado Coração de Jesus (rua Strzelecka 30)
  - Igreja do Sagrado Coração de Jesus (rua Strzelecka 30)
- Paróquia de Santa Ana e São Joaquim (rua Krapkowicka 102)
  - Igreja de Santa Ana e São Joaquim (rua Krapkowicka 102)

##### Igreja Evangélica de Augsburg na Polônia
- Igreja Evangélica de Augsburg (filial da paróquia em Opole, rua Kościelna 3)

### Cemitérios
- Cemitério paroquial (rua Szpitalna)
- Cemitério (rua Kasztanowa 94)
- Cemitério judeu (rua Wyzwolenia 10–18)